# Trichorhina boneti
Trichorhina boneti là một loài chân đều trong họ Platyarthridae. Loài này được Rioja miêu tả khoa học năm 1956.